# 鄭利明
鄭利明，(英語：CHENG Lee Ming)，香港資訊安全學者，香港城市大學電機工程系副教授，2012-2015年度及2016-2019年度九龍城區議會何文田選區議員，何文田動力召集人，何文田社區發展動力主席，西九新動力執委。

## 簡歴
鄭利明於1979和1982年在英國倫敦大學獲得學士及博士學位，之後在英國軍事系統及軟件公司受聘為研究員、首席工程師及項目經理。1989年起任香港城市大學電子工程系講師。

## 家庭
鄭利明已婚，在5兄弟姊妹中排行第2；有長兄、2妹及1弟。

## 從政生涯
鄭利明自2007年參選九龍城區議會何文田選區區議會競選
。2012-2015年度及2016-2019年度當選九龍城區議會何文田選區議員，與另一位九龍城區議會彭曉明議員組成聯合辦事處。

## 外部連結
- Dr. CHENG Lee Ming (鄭利明) （页面存档备份，存于）
- 鄭利明的Facebook專頁
- 何文田社區發展動力 （页面存档备份，存于）

| 議會席位 | 議會席位 | 議會席位 | 九龍城區議會何文田選區 |